# Cannonita
La cannonita és un mineral de la classe dels sulfats. Rep el seu nom de Benjamin Bartlett "Bart" Cannon V (1950-) qui va trobar el mineral.

## Característiques
La cannonita és un sulfat de fórmula química Bi₂(SO₄)O(OH)₂. Cristal·litza en el sistema monoclínic. La seva duresa a l'escala de Mohs és 4.
Segons la classificació de Nickel-Strunz, la cannonita pertany a «07.B - Sulfats (selenats, etc.) amb anions addicionals, sense H₂O, amb cations grans només» juntament amb els següents minerals: sulfohalita, galeïta, schairerita, kogarkoïta, caracolita, cesanita, aiolosita, burkeïta, hanksita, lanarkita, grandreefita, itoïta, chiluïta, hectorfloresita, pseudograndreefita i sundiusita.

## Formació i jaciments
Es troba a la zona d'oxidació dels dipòsits que contenen bismut. Va ser descoberta a la mina Tunnel Extension No. 2, al districte d'Ohio, que pertany al comtat de Piute, a Utah (Estats Units), on sol trobar-se associada a altres minerals com: cuprobismutita, bismutinita, covel·lita i quars.